# Howard Rumsey
Howard Rumsey (Brawley, 6 de noviembre de 1917-Newport Beach, 15 de julio de 2015) fue un contrabajista de jazz estadounidense.
En 1938, trabajó con Vido Musso y conoció a Stan Kenton, en cuya big band adquirió notoriedad (1941). Tras concluir su servicio militar, tocó con músicos tan diferentes como Charlie Barnett, Wingy Manone, Barney Biggard y Charlie Parker. A partir de 1949, comenzó una serie de jam sessions los domingos al mediodía, en el Lighthouse, en Hermosa Beach, que tuvieron un gran éxito y se convirtieron en el referente del West Coast jazz. De estas sesiones, a partir de 1951, surgió su grupo estable, los Lighthouse All Stars, con músicos como Shorty Rogers, Jimmy Giuffre, Shelly Manne, Richie Kamuca, Conte Candoli, Max Roach y muchos otros. Con esta banda realizó un gran número de grabaciones para Contemporary Records.
Rumsey permaneció vinculado, hasta su muerte, a las playas de Hermosa, Redondo y Catalina, organizando eventos denominados Concerts by the Sea.
Murió el 15 de julio de 2015 a la avanzada edad de 97 años.